# Witczak
Witczak (forma żeńska: pani Witczak, Witczakowa, Witczakówna, w liczbie mnogiej: Witczakowie, pot. gwar. lub przest. Witczaki) – nazwisko polskie, którym posługuje się ponad 10 tysięcy osób.

## Etymologia nazwiska
Nazwisko pochodzi, jak inne nazwiska zakończone na –‘ak od zdrobniałego imienia  Witek lub Wicek (urobionego od form podstawowych Wit, Witold, Wincenty). W podobny sposób tworzono rozliczne nazwiska chłopskie, np. Florczak – imię zdrobniałe Florek, Jędrzejczak – Jędrzejek, Tomczak – Tomek itd.

## Demografia
Zgodnie z serwisem heraldycznym  nazwiskiem tym w Polsce na początku lat 90. XX w. pod względem liczby osób o danym nazwisku zarejestrowanych w bazie PESEL posługiwało się 10 758 osób.
Blisko 70% osób noszących to nazwisko mieszka na terenie Wielkopolski i  Polski środkowej. Najwięcej osób o tym nazwisku mieszka w Łodzi (niemal 1000 osób). Inne miasta, w których mieszka co najmniej 300 osób o tym nazwisku, to: Zgierz, Warszawa, Poznań, Kalisz.

## Znani przedstawiciele
- Anna Witczak – polska siatkarka
- Dominik Witczak – polski siatkarz
- Marek Witczak – wojskowy, generał brygady WP
- Mariusz Witczak – polityk
- Mikołaj Witczak – polski działacz plebiscytowy, powstaniec śląski